# Marija Korobicka
Marija Korobicka (ros. Мария Коробицкая, ur. 10 maja 1990 roku) – kirgiska biegaczka długodystansowa, Mistrz Sportu Republiki Kirgiskiej. 

## Kariera sportowa
Podczas biegu w Omskim Syberyjskim Maratonie osiągnęła czas 2:38:35 będący jej najlepszym życiowym wynikiem. W biegu tym wywalczyła brązowy medal. Dzięki temu zakwalifikowała się do Igrzysk olimpijskich w Rio de Janeiro, gdzie z czasem 2:47:53 zajęła 94 pozycję.
13 maja 2017 roku zajęła pierwsze miejsce w szóstej edycji maratonu Run the Silk Road z czasem 2:56:42.

## Życie prywatne
Ukończyła Kirgiską Akademię Narodową Wychowania Fizycznego i Sportu.